# روبن سیمونوف
روبن نیکلای سیمونوف (ارمنی: Ռուբեն Նիկոլայի Սիմոնով روسی: Рубен Николаевич Симонов؛ ۲۰ مارس ۱۸۹۹ – ۵ دسامبر ۱۹۶۸) بازیگر، و کارگردان نمایش ارمنی‌تبار اهل روسیه بود.
سیمونوف از دانشگاه دولتی مسکو فارغ‌التحصیل شد. از فیلم‌ها یا برنامه‌های تلویزیونی که وی در آن نقش داشته‌است می‌توان به دریاسالار ناخیموف اشاره کرد.
وی برندهٔ جوایزی همچون جایزه لنین، جایزه دولتی اتحاد شوروی (۱۹۴۳, ۱۹۴۷, ۱۹۵۰)، جایزه هنرمند مردمی اتحاد جماهیر شوروی، هنرمند مردمی جمهوری شوروی فدراتیو سوسیالیستی روسیه و نشان لنین شده‌است.

## نگارخانه

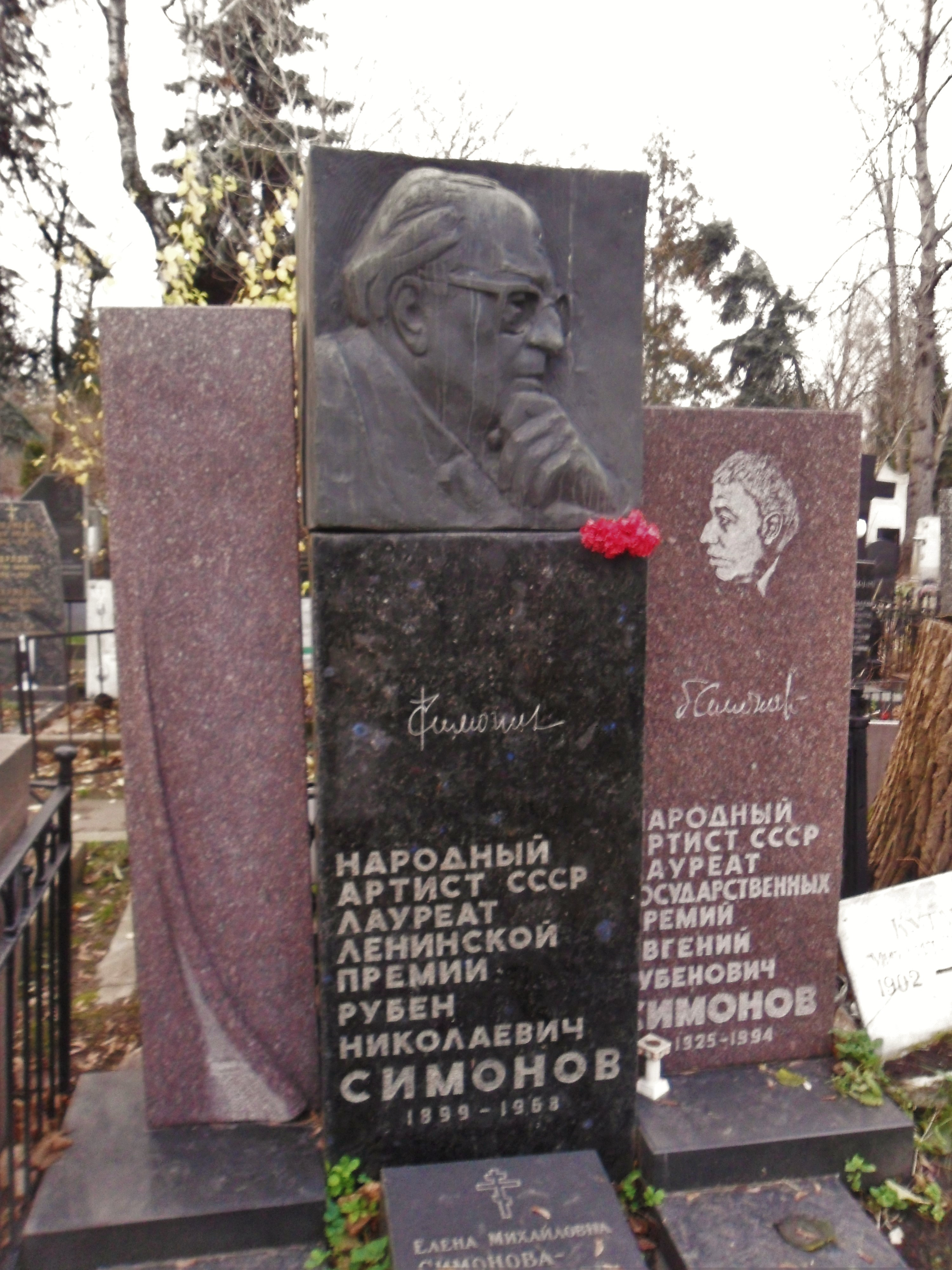